# Тенькинский район
Теньки́нский район — административно-территориальная единица (район) в Магаданской области России.
В рамках организации местного самоуправления в границах района функционирует Тенькинский муниципальный округ (с 2015 до 2022 гг. — городской округ, с 2006 до 2015 гг. — муниципальный район).
Административный центр — посёлок городского типа Усть-Омчуг.

## География
Район расположен на юго-западе области. Граничит на севере с Сусуманским и Ягоднинским районами, на юге — с Ольским районом, на востоке — с Хасынским, на западе — с Хабаровским краем. Площадь района 35,6 тыс. км². На территории района находится множество рудных и россыпных месторождений золота, в частности, Наталкинское золоторудное месторождение и Дегдеканское месторождение.
Наиболее значительные реки района: Колыма, Детрин, Кулу, Бахапча. Среди озёр наиболее крупные: Эльгення и Солнечное. Также южная часть Колымского водохранилища находится в пределах муниципального округа.

## Геральдика
Прежний герб утверждён Законом Магаданской области от 8 апреля 2015 года № 1887-ОЗ.
1 мая 2015 года все муниципальные образования в составе Тенькинского района объединены в муниципальное образование «Тенькинский городской округ» с административным центром в посёлке Усть-Омчуг.
Новый герб Тенькинского городского округа утверждён решением Собрания представителей Тенькинского городского округа от 13 февраля 2018 г. № 8 и зарегистрирован в Государственном геральдическом регистре Российской Федерации с присвоением регистрационного номера 11767.
Флаг Тенькинского городского округа утверждён решением Собрания представителей Тенькинского городского округа от 13 февраля 2018 г. № 7 и зарегистрирован в Государственном геральдическом регистре Российской Федерации с присвоением регистрационного номера 11768.

## История
Район создан Указом Президиума Верховного Совета СССР от 2 декабря 1953 года в составе новообразованной Магаданской области из части Среднеканского района.
В 1955 году был закрыт исправительно-трудовой лагерь Бутугычаг с урановыми и оловянными рудниками.
Указом Президиума Верховного Совета СССР от 30 декабря 1966 года юго-восточная часть Тенькинского района была включена в новообразованный Хасынский район.

## Население
Район
| 1959   | 1970    | 1979    | 1989    | 2002  | 2009  | 2010  | 2011  |
| ------ | ------- | ------- | ------- | ----- | ----- | ----- | ----- |
| 24 540 | ↘23 949 | ↗26 690 | ↘25 962 | ↘8109 | ↘5830 | ↘5422 | ↘5384 |
| 2012   | 2013    | 2014    | 2015    | 2016  | 2017  | 2018  | 2019  |
| ↘5105  | ↘4926   | ↘4721   | ↘4605   | ↘4528 | ↘4272 | ↘3995 | ↘3639 |
| 2020   | 2021    | 2023    |         |       |       |       |       |
| ↘3402  | ↘3216   | ↘3044   |         |       |       |       |       |

Муниципальный (городской) округ
| 1959   | 1970    | 1979    | 1989    | 2002  | 2009  | 2010  | 2011  |
| ------ | ------- | ------- | ------- | ----- | ----- | ----- | ----- |
| 24 540 | ↘23 949 | ↗26 690 | ↘25 962 | ↘8109 | ↘5830 | ↘5422 | ↘5384 |
| 2012   | 2013    | 2014    | 2015    | 2016  | 2017  | 2018  | 2019  |
| ↘5105  | ↘4926   | ↘4721   | ↘4605   | ↘4528 | ↘4272 | ↘3995 | ↘3639 |
| 2020   | 2021    | 2023    |         |       |       |       |       |
| ↘3402  | ↘3216   | ↘3044   |         |       |       |       |       |

### Урбанизация
Городское население (пгт Усть-Омчуг) составляет 83,08 % от всего населения района (округа) .

## Населённые пункты
В состав района (округа) входят 8 населённых пунктов, в том числе один городской населённый пункт — посёлок городского типа (рабочий посёлок) —  и 7 сельских населённых пунктов:
| № | Населённый пункт | Тип      | Население |
| - | ---------------- | -------- | --------- |
| 1 | Усть-Омчуг       | пгт (рп) | ↗2529     |
| 2 | имени Гастелло   | посёлок  | ↘24       |
| 3 | Кулу             | село     | →0        |
| 4 | Мадаун           | посёлок  | ↗82       |
| 5 | Мой-Уруста       | посёлок  | →0        |
| 6 | Обо              | посёлок  | ↗1        |
| 7 | Омчак            | посёлок  | ↘442      |
| 8 | Транспортный     | посёлок  | ↗95       |

#### Упразднённые населённые пункты
- в 1994 году были упразднены посёлки Бежин Луг, Ветреный и Сибик-Тыллах[29]; в том же году упразднены посёлки: Наледный и Чалбухан (подчинённые администрации посёлка Усть-Омчуг); Мукульчан (подчинённый администрации села Мадаун); имени Расковой и Токичан (подчинённые администрации посёлка имени Расковой)[30].
- в 1996 году были упразднены населённые пункты Ёлочка, Нагорный, Старый Оротук, Чигичинах, Эхбы[31].
- в 2003 году были упразднены посёлки Гвардеец, Дорожный, имени Белова, Мустах, Нелькоба, Стоковое, Хатыннах[32].
- в 2016 году был упразднён посёлок Яна[33],
- в 2017 году — село Оротук[34],
- в 2019 году — посёлок имени Матросова[35].

## Муниципальное устройство
В рамках организации местного самоуправления в границах района функционирует Тенькинский муниципальный округ (с 2015 до 2022 гг. — городской округ, с 2006 до 2015 гг. — муниципальный район).
С 2005 до 2008 гг. в существовавшем тогда муниципальном районе выделялись 5 муниципальных образований, в том числе два городских и три сельских поселения.
В 2006 году городское поселение посёлок Мадаун преобразовано в сельское поселение посёлок Мадаун.
В 2008 году упразднено сельское поселение село Кулу, а все входившие в его состав населённые пункты (сёло Кулу, Оротук, посёлки Обо и Мой-Уруста) были отнесены к межселенной территории Тенькинского района.
С 2008 до 2015 гг. в муниципальный район входили 4 муниципальных образования, в том числе одно городское и три сельских поселения, а также межселенная территория без какого-либо статуса муниципального образования:
| №        | Муниципальное образование | Административный центр | Количество населённых пунктов | Население (чел.) |
| -------- | ------------------------- | ---------------------- | ----------------------------- | ---------------- |
| 1e-06    | Городское поселение:      |                        |                               |                  |
| 1        | посёлок Усть-Омчуг        | пгт Усть-Омчуг         | 1                             | 3452 (2015)      |
| 1.000002 | Сельские поселения:       |                        |                               |                  |
| 2        | посёлок имени Гастелло    | посёлок Транспортный   | 2                             | 182 (2015)       |
| 3        | посёлок Мадаун            | посёлок Мадаун         | 1                             | 139 (2015)       |
| 4        | посёлок Омчак             | посёлок Омчак          | 2                             | 822 (2015)       |
| 4.000003 | Межселенная территория:   |                        |                               |                  |
| 4.000004 | Межселенная территория    |                        | 5                             |                  |

В 2015 году все городское и сельские поселения были упразднены и вместе с муниципальным районом в рамках организации местного самоуправления преобразованы путём их объединения в Тенькинский городской округ
В рамках административно-территориального устройства продолжает выделяться Тенькинский район.
К 1 января 2023 года городской округ преобразован в Тенькинский муниципальный округ.

## Экономика
Район располагает крупными месторождениями золота (основные — Наталкинское, Школьное и Ветренское). Соответственно, главной отраслью экономики является золотодобыча. Крупнейшие предприятия — ОАО «Рудник им. Матросова», ЗАО «Нелькобазолото», ОАО "Золоторудная компания «Павлик».

### Здравоохранение
Тенькинская районная больница-районная больница находящиеся в пгт Усть-Омчуг